# Meyenn

Wappen derer von Meyenn (1768)

Die von Meyenn sind ein briefadeliges Geschlecht aus Mecklenburg, dessen Stammvater der sehr wohlhabende Bleichert Peter Meyenn ist. Dieser war 1726 bis 1750 Generalpächter der Ämter Stolpe, Clempenow, Verchen, Treptow, Lindenberg und Loitz in Vorpommern und erwarb 1747 die Rittergüter Mellenthin, Dargen, Dewichow, Balm, Neuhof, Neukrug, Gothen und Ahlbeck auf der Insel Usedom. 
Sein Sohn, der Kriegsrat Peter Ernst Meyenn, erhielt den preußischen Adel am 17. Februar 1768 für sich und seine vier Söhne und drei Töchter aus drei nichtehelichen Verbindungen. Die Anerkennung dieses Adels in Mecklenburg-Schwerin erfolgte am 20. Januar 1769. Im Jahre 1794 (19. November) wurde dessen natürliche Tochter Friederike von Meyenn (* 1774) in [Wien] in den Reichsadelsstand erhoben. 

## Wappen
1768: Gespalten, rechts in Gold auf grünem Boden eine natürlich Maienstaude mit sieben Blüten, links in Blau ein schwarz-gefiederte goldene Adlerklaue mit vier aufwärtsgerichteten Pfeilen. Auf dem Helm mit blau-goldenen Decken ein goldbewehrter mit goldener Königskrone gekrönter schwarzer Adlerkopf.
1794: Gespalten; rechts in Blau auf grünem Boden eine grüne Staude mit 7 fünfblätterigen Blumen, links in Schwarz aus Wolken am linken Schildrand hervorkommend ein nackter Arm mit drei silbernen Pfeilen; Adelskrone.

## Familienmitglieder
- Karl von Meyenn (1937–2022), deutscher Physiker und Physikhistoriker